# Bleptina lasaea
Bleptina lasaea là một loài bướm đêm trong họ Noctuidae.